# Далтон (Минесота)
Далтон (енгл. Dalton) град је у америчкој савезној држави Минесота.

## Демографија
По попису из 2010. године број становника је 253, што је 5 (-1,9%) становника мање него 2000. године.
| Група             | 2000.       | 2010.       |
| Белци             | 255 (98,8%) | 248 (98,0%) |
| Афроамериканци    | 3 (1,2%)    | 0 (0,0%)    |
| Азијати           | 0 (0,0%)    | 1 (0,4%)    |
| Хиспаноамериканци | 0 (0,0%)    | 2 (0,8%)    |
| Укупно            | 258         | 253         |